# Lista episoadelor din W.I.T.C.H
Aceasta este o listă de episoade a serialului  de animație W.I.T.C.H.

## Sezonul 1: 2004-2005
| #   | Titlul Episodului                                                     | Premiera in Romania | Premieră in S.U.A. | Codul de Productie |
| --- | --------------------------------------------------------------------- | ------------------- | ------------------ | ------------------ |
| 1-2 | "Inceputul si Continurea" "It Begins and It Resumes"                  | TBA                 | 18 decembrie 2004  | 101-102            |
| 3   | "Cheia" "The Key"                                                     | TBA                 | 29 ianuarie 2005   | 103                |
| 4   | "La multi ani,Will!" "Happy Birthday, Will"                           | TBA                 | 5 februarie 2005   | 104                |
| 5   | "Serviciul in folosul comunitatii" "A Service to the Community"       | TBA                 | 12 februarie 2005  | 105                |
| 6   | "Labirintul" "The Labyrinth"                                          | TBA                 | 19 februarie 2005  | 106                |
| 7   | "Divide si cucereste" "Divide and Conquer"                            | TBA                 | 25 februarie 2005  | 107                |
| 8   | "Ambuscada de la Torus Filney" "Ambush at Torus Filney"               | TBA                 | 5 martie 2005      | 108                |
| 9   | "Reantoarcera cautatorului" "Return of the Tracker"                   | TBA                 | 12 martie 2005     | 109                |
| 10  | "Capcana din tablou" "Framed"                                         | TBA                 | 19 martie 2005     | 110                |
| 11  | "Piatra din Threbe" "The Stone of Threbe"                             | TBA                 | 2 aprilie 2005     | 111                |
| 12  | "Printesa se dezvaluie" "The Princess Revealed"                       | TBA                 | 16 aprilie 2005    | 112                |
| 13  | "Opriti presa" "Stop the Presses"                                     | TBA                 | 23 aprilie 2005    | 113                |
| 14  | "Noapta parintilor" "Parents' Night"                                  | TBA                 | 30 aprilie 2005    | 114                |
| 15  | "Limacși de Noroi" "The Mudslugs"                                     | TBA                 | 7 mai 2005         | 115                |
| 16  | "Fantomele lui Elyon" "Ghosts of Elyon"                               | TBA                 | 20 mai 2005        | 116                |
| 17  | "Cameleonii Mogriffs " "The Mogriffs"                                 | TBA                 | 23 mai 2005        | 117                |
| 18  | "Umbra pe drumul asta" "Walk This Way"                                | TBA                 | 6 iunie 2005       | 118                |
| 19  | "Minele subacvatice" "The Underwater Mines"                           | TBA                 | 13 iunie 2005      | 119                |
| 20  | "Sijiliul lui Phobos" "The Seal of Phobos"                            | TBA                 | 20 iunie 2005      | 120                |
| 21  | "Evadarea din Cavigor" "Escape From Cavigor"                          | TBA                 | 27 iunie 2005      | 121                |
| 22  | "Incercarea lui Caleb" "Caleb's Challenge"                            | TBA                 | 11 iulie 2005      | 122                |
| 23  | "Bataliile suburbii ale Meridianului" "The Battle of Meridian Plains" | TBA                 | 25 iulie 2005      | 123                |
| 24  | "Salvarea rebelilor" "The Rebel Rescue"                               | TBA                 | 1 august 2005      | 124                |
| 25  | "Inima furata" "The Stolen Heart"                                     | TBA                 | 8 august 2005      | 125                |
| 26  | "Batalia finala" "The Final Battle"                                   | TBA                 | 17 august 2005     | 126                |

## Sezonul 2: 2006
| #  | Titlul Episodului                          | Premiera in Romania | Premieră in S.U.A. | Codul de Productie |
| -- | ------------------------------------------ | ------------------- | ------------------ | ------------------ |
| 27 | "A de la anonim" "A is for Anonymous"      | TBA                 | 5 iunie 2006       | 201                |
| 28 | "T de la tradare" "B is for Betrayal"      | TBA                 | 16 iunie 2006      | 202                |
| 29 | "S de la schimbari" "C is for Changes"     | TBA                 | 18 iunie 2006      | 203                |
| 30 | "P de la periculos" "D is for Dangerous"   | TBA                 | 26 iunie 2006      | 204                |
| 31 | "I de la inamic" "E is for Enemy"          | TBA                 | 14 iulie 2006      | 205                |
| 32 | "F de la fatada" "F is for Facades"        | TBA                 | 17 iulie 2006      | 206                |
| 33 | "G de la gunoaie" "G is for Garbage"       | TBA                 | 24 iulie 2006      | 207                |
| 34 | "V de la Vanatoare" "H is for Hunted"      | TBA                 | 31 iulie 2006      | 208                |
| 35 | "I de la iluzie" "I is for Illusion"       | TBA                 | 9 august 2006      | 209                |
| 36 | "G de la giuvalier" "J is for Jewel"       | TBA                 | 14 august 2006     | 210                |
| 37 | "C de la cunoastere" "K is for Knowledge"  | TBA                 | 21 august 2006     | 211                |
| 38 | "I de la invatat" "L is for Loser"         | TBA                 | 27 august 2006     | 212                |
| 39 | "M de la mila" "M is for Mercy"            | TBA                 | 9 septembrie 2006  | 213                |
| 40 | "N de la narcicism" "N is for Narcissist"  | TBA                 | 16 septembrie 2006 | 214                |
| 41 | "S de la supunere" "O is for Obedience"    | TBA                 | 23 septembrie 2006 | 215                |
| 42 | "P de la protector" "P is for Protectors"  | TBA                 | 30 septembrie 2006 | 216                |
| 43 | "C de la cariera" "Q is for Quarry"        | TBA                 | 7 octombrie 2006   | 217                |
| 44 | "I de la implacabil" "R is for Relentless" | TBA                 | 14 octombrie 2006  | 218                |
| 45 | "F de la fiinta" "S is for Self"           | TBA                 | 21 octombrie 2006  | 219                |
| 46 | "T de la trauma" "T is for Trauma"         | TBA                 | 4 noiembrie 2006   | 220                |
| 47 | "N de la nedivizat" "U is for Undivided"   | TBA                 | 11 noiembrie 2006  | 221                |
| 48 | "V de la victorie" "V is for Victory"      | TBA                 | 18 noiembrie 2006  | 222                |
| 49 | "W de la W.I.T.C.H" "W is for Witch"       | TBA                 | 28 noiembrie 2006  | 223                |
| 50 | "X de la xanadu" "X is for Xanadu"         | TBA                 | 9 decembrie 2006   | 224                |
| 51 | "O de la oferii" "Y is for Yield"          | TBA                 | 16 decembrie 2006  | 225                |
| 51 | "Z de la zenit" "Z is for Zenith"          | TBA                 | 23 decembrie 2006  | 226                |